# Líza a Lady Gaga
Líza a Lady Gaga (v anglickém originále Lisa Goes Gaga) jsou 22. díl 23. řady (celkem 508.) amerického animovaného seriálu Simpsonovi. Scénář napsal Tim Long a díl režíroval Matthew Schofield. V USA měl premiéru dne 20. května 2012 na stanici Fox Broadcasting Company a v Česku byl poprvé vysílán 30. srpna 2012 na stanici Prima Cool.

## Děj
Lady Gaga projíždí Gaga expresem kolem Springfieldu, zatímco jede na koncert. Když zjistí, že občané Springfiledu mají nejnižší sebevědomí na světě, rozhodne se, že se tam zastaví a rozveselí celé město. Nikdo ve městě však není smutnější než Líza, kterou spolužáci zvolili za nejneoblíbenějšího žáka školy. Líza se snaží, aby byla vnímána lépe tak, že o sobě na školní blog píše pozitivní věci pod přezdívkou „Pravdomluv“.
Když Bart zjistí její tajemství a prozradí ho žákům školy, její reputace klesne mnohem níž. Gaga telepatií vidí smutnou Lízu a rozhodne se, že jí musí okamžitě pomoci. Po dlouhém hledání Lízy na svém koncertu se Gaga snaží Líze pomoci. Ona ale při rozhovoru s Gagou vybuchne a zesmutní ji. Líza si uvědomí, že jí výbuch pomohl, protože se konečně nahlas vyjádřila, což činí misi Lady Gagy úspěšnou. Líza nastoupí do Gaga expresu těsně předtím, než opustí město, aby se jí omluvila. Poté, co jí Gaga odpustí, společně zazpívají duet. Kvůli Lady Gaze si Líza a celý Springfield uvědomují, že být sám sebou je lepší než být stejný jako ostatní. Když Gaga expres odjíždí ze Springfieldu, Vočko za Lady Gagou běží a zeptá se, jestli mu může také pomoci, ale Lady Gaga odmítá a říká, že není tak dobrá. Když se Vočko otočí a jde po železniční trati, přejede ho jiný vlak.
Během závěrečných titulků Homer zpívá svou verzi písně „Poker Face“ od Lady Gagy.

## Produkce

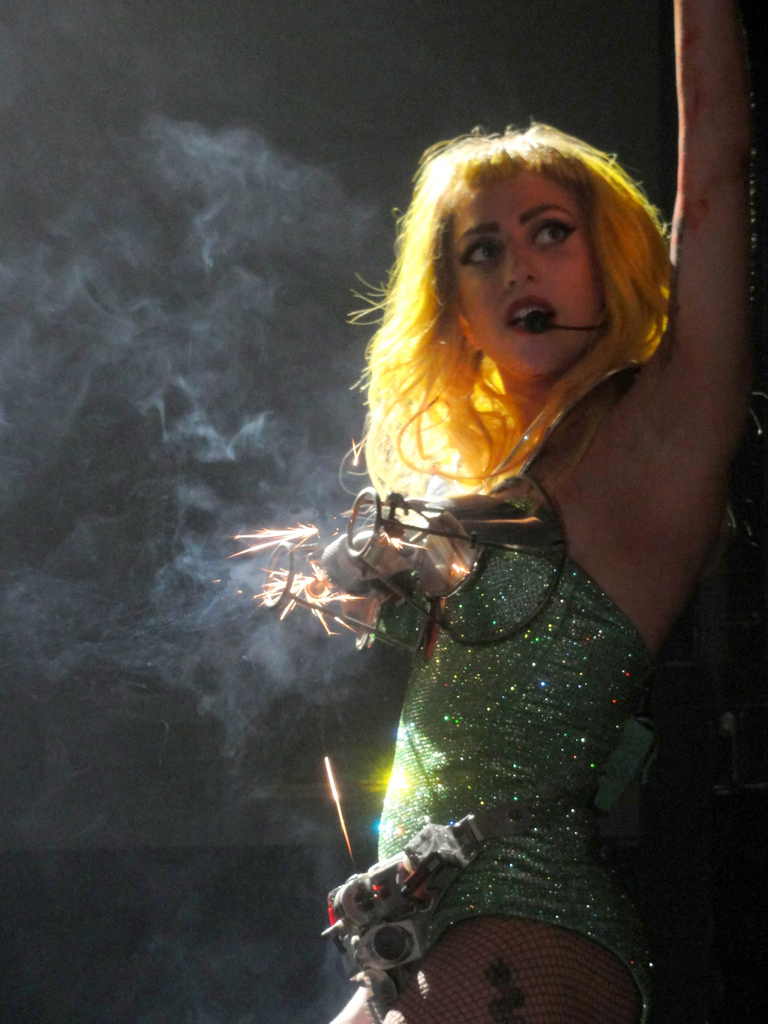
Pyrotechnické spodní prádlo Lady Gagy bylo v dílu parodováno.

V srpnu 2011 bylo oznámeno, že jako host bude v seriálu účinkovat Lady Gaga. Producent James L. Brooks viděl rozhovor Lady Gagy s Andersonem Cooperem, který přiměl Ala Jeana poslat jí dopis s žádostí o účast v seriálu. „Byla opravdu nadšená,“ uvedl si Jean. „Poté, co nabídku přijala, přišla na nahrávání scén dvakrát, podruhé jsme jí ukázali hrubý střih.“ V Los Angeles během čtyř dnů v srpnu probíhalo nahrávání dialogů pro díly 22 až 26 této řady. Gaga tvrdila, že práce se zaměstnanci seriálu byla jedna z „nejlepších věcí, které kdy udělala“.
Několik zaměstnanců Simpsonových bylo vystoupením Gagy ohromeno a uvedlo, že její hlasový rozsah a schopnost mluvit byly výjimečné. Tvůrce seriálu Matt Groening prohlásil: „Od samého začátku jsem vždycky chtěl mít na sobě ty nejikoničtější osobnosti naší doby, a to je ona.“. V rozhovoru pro E! Online Groening vystoupení Gagy dále komentoval: „Skvělé na tom, že Lady Gaga přišla několikrát a pokaždé v jiném outfitu. Jako by odešla z místnosti a po přestávce se vrátila v úplně novém outfitu. Bylo to neuvěřitelné. Jediný okamžik, kdy si sundala klobouk, bylo, když bušila do mikrofonu.“. Dabérka Yeardley Smithová uvedla, že byla šokována tím, že Gaga měla čas na vystoupení v seriálu.
Návrhářský tým seriálu vymyslel osmnáct outfitů, které měly doplnit outré Gagy a její excentrickou pověst, ačkoli nespolupracoval s žádným z její stylistů ani s kreativním ředitelem Nicolou Formichettim. Vzhledem k netradičnímu vzhledu outfitů dostal Jean větší volnost při animaci velkého množství kostýmů, protože tyto rychlé změny „by v reálném životě nebyly možné“. „V epizodě je moment,“ pokračoval Jean, „kdy začíná s rozpuštěnými vlasy. Pak se před ní zatáhne závěs a během několika vteřin má na sobě úplně jiný kostým s kuželovou podprsenkou a vlasy má nalakované a velké a kudrnaté. Ve skutečném životě by to asi trvalo 8 hodin.“. Mnoho kostýmů bylo inspirováno předchozími outfity, které Gaga nosila, včetně šatů z masa a šatů žabáka Kermita. „Dělali jsme spoustu průzkumů, prohlíželi jsme si její staré outfity a ona na sobě měla opravdu milion různých věcí, měla milion různých vzhledů.“

## Kulturní odkazy
V epizodě je zmíněno mnoho aspektů kariéry Lady Gagy. „You're All My Little Monsters“, hudební číslo vytvořené speciálně pro tuto epizodu, je parodií na vztah Gagy s jejími oddanými „Little Monsters“ – frází, kterou Gaga označuje své fanoušky. Pro publicistu časopisu Spin Devona Maloneyho byla píseň nakonec otevřeně karikovanou verzí jejího singlu „Born This Way“, která zahrnuje „zrůdnost“ Springfieldu. Několik outfitů a vzhledů Gagy napodobuje několik ikonických kostýmů, které zpěvačka dříve nosila, například „Living Dress“ a pyrotechnický trikot, které měla na sobě během svého snažení na The Monster Ball Tour, a také její šatník na 53. ročníku udílení cen Grammy. Zejména jedny z nich, šaty složené z vepřových kotlet, jsou parodií na zpěvaččiny masové šaty, které měla na sobě v roce 2010 na předávání cen MTV Video Music Awards. Během závěrečných titulků epizody zazní v podání Homera Simpsona píseň „Poker Face“. Na konci epizody je propagován krátký film s Maggie v hlavní roli Maggie zasahuje (2012), který byl uveden před Dobou ledovou 4 (2012).

## Přijetí
Díl byl původně vysílán 20. května 2012 ve Spojených státech jako součást televizního bloku Animation Domination na stanici Fox. Sledovalo jej 4,79 milionu diváků a získal rating 2,1 v demografické skupině 18–49, což znamená, že epizodu sledovalo 2,1 % osob ve věku 18 až 49 let, které se dívaly na televizi. Díl čelil tvrdé konkurenci, protože se vysílal současně s pořadem 60 Minutes na CBS, America's Got Talent na NBC a hudebními cenami Billboard 2012 na ABC. Celková sledovanost a sledovanost pořadu evokovaly výrazný nárůst oproti předchozí epizodě Tajnosti Neda a Edny, která dosáhla 4,07 milionu diváků a ratingu 1,9 v demografické skupině 18–49 a je také dosud nejhůře hodnocenou epizodou dle Nielsenu.
Epizoda vyvolala různé reakce televizních komentátorů a většinou smíšené až negativní ohlasy diváků. Rowan Kaiserová z The A.V. Clubu uvedla, že díl „nebylo až tak bolestivé sledovat“, i když koncept a celkové provedení považovala za iritující. Dílu udelila hodnocení B− a tvrdila, že epizoda použila přímočarou interpretaci zpěvačky, a měla pocit, že vystoupení Lady Gagy bylo lepší než předchozí hostování. „Tolik hlasů slavných osobností ze Simpsonových,“ prohlásila, „se objeví nanejvýš na pár minut, s hláškami ve stylu Extras ‚Páni, Chris Martin z Coldplay, co tady děláš?‘ nebo namluví jednorázové postavy bez dostatečného vkusu, aby si je divák zapamatoval. Místo toho byla Gaga středobodem celé epizody, a to do té míry, že kdybyste ji chtěli nazvat půlhodinovou reklamou na Lady Gagu, asi byste se nemýlili. Naštěstí pro díl je celebrita v jejím středu natolik zábavná, že to, že je to její reklama, není úplná ztráta času.“. Novinář HLN avizoval, že Simpsonovi dokázali završit svou řadu „ve velkém stylu“. David Greenwald z Billboardu zopakoval podobné pocity. Vystoupení Gagy bylo v kritikách často zmiňováno. Becky Bainová z Idolatoru, Tracy Gilchristová z SheWired a Caroline Westbrooková z Metra vydaly příznivé hodnocení jejího hereckého výkonu; posledně jmenovaná potvrdila, že Gaga měla v celé epizodě mnoho nezapomenutelných momentů.
Teresa Lopezová z TV Fanatic napsala, že „díl svou hostující hvězdu dobře využil, místo aby její roli zredukoval na malé cameo“, a došla k závěru, že „epizoda se nakonec proměnila v jeden dlouhý gag o výstřednostech Gagy a opakování všech jejích nejvíc ‚šokujících‘ momentů“. Jocelyn W. z TV Equals uvedla: „Lady Gaga pomohla Simpsonovým zakončit 23. řadu na nezapomenutelnou notu.“.